# Sandra Ringwald
Sandra Ringwald, née le 27 septembre 1990 à Villingen-Schwenningen, est une fondeuse allemande. Elle obtient ses meilleurs résultats en sprint, montant sur un podium en Coupe du monde lors de sa dernière saison en 2019.

## Biographie
Sandra Ringwald, membre du club de Schonach, obtient sa première sélection en compétition internationale au Festival olympique de la jeunesse européenne en 2007. Lors de la saison 2009-2010, elle dispute ses premières épreuves chez les séniors, y compris la Coupe du monde à Düsseldorf, puis le Tour de ski. Dans la Coupe OPA (un circuit secondaire), elle remporte le mini-Tour de Ramsau, pour sa première victoire. En 2012, elle inscrit son premier point dans la Coupe du monde au sprint libre de Milan. Elle passe pour la première fois en demi-finale d'un sprint en 2014 à Toblach (11e).
Entre-temps en 2013 à Liberec, elle est vice-championne du monde des moins de 23 ans du sprint classique derrière Elena Soboleva. Elle remporte deux titres de championne d'Allemagne en 2016, année où elle entre dans le top vingt du classement général de la Coupe du monde (17e).
Lors de la saison 2016-2017 de Coupe du monde, après une quatrième place en sprint à Toblach (finaliste), elle est deuxième du relais à Ulricehamn, pour son premier podium dans cette compétition.
Dans les Championnats du monde, elle obtient trois top quinze en sprint, terminant respectivement, 13e en 2015 14e en 2017 et 12e en 2019, où elle aussi quatrième du relais. Aux Jeux olympiques d'hiver de 2018, elle est 15e du sprint classique, 26e du dix kilomètres libre, dixième du sprint par équipes et sixième du relais.
En février 2019, Sandra Ringwald monte sur son premier podium individuel en Coupe du monde avec une deuxième place au sprint libre de Cogne.
En mai 2020, elle annonce sa retraite. Le couple qu'elle forme avec Fabian Riessle attend son premier enfant.

## Palmarès

### Jeux olympiques d'hiver
| Épreuve / Édition   | Sprint                           | Sprint    | 10 km | 10 km                            | Skiathlon 2 × 7,5 km | 30 km | Relais | Relais   |
| Épreuve / Édition   | libre                            | classique | libre | classique                        | Skiathlon 2 × 7,5 km | 30 km | Sprint | 4 × 5 km |
| JO 2018 Pyeongchang | Épreuve inexistante à cette date | 15e       | 26e   | Épreuve inexistante à cette date | —                    |       | 10e    | 6e       |

Légende :
- : pas d'épreuve
- — : Non disputée par Ringwald

### Championnats du monde
| Épreuve / Édition           | Sprint                           | Sprint                           | 10 km                            | 10 km                            | Skiathlon 2 × 7,5 km | 30 km | Relais | Relais   |
| Épreuve / Édition           | libre                            | classique                        | libre                            | classique                        | Skiathlon 2 × 7,5 km | 30 km | Sprint | 4 × 5 km |
| Mondiaux 2013 Val di Fiemme | Épreuve inexistante à cette date | 38e                              | —                                | Épreuve inexistante à cette date | 51e                  | —     | —      | —        |
| Mondiaux 2015 Falun         | Épreuve inexistante à cette date | 13e                              | —                                | Épreuve inexistante à cette date | 33e                  | —     | —      | —        |
| Mondiaux 2017 Lahti         | 14e                              | Épreuve inexistante à cette date | Épreuve inexistante à cette date | 21e                              | —                    | —     | —      | 6e       |
| Mondiaux 2019 Seefeld       | 12e                              | Épreuve inexistante à cette date | Épreuve inexistante à cette date | 27e                              | —                    |       | 6e     | 4e       |

Légende :
- : pas d'épreuve
- — : Non disputée par Ringwald

### Coupe du monde
- Meilleur classement général : 17e en 2016.
- 1 podium individuel : 1 deuxième place.
- 2 podiums par équipes : 1 deuxième place et 1 troisième place.

| Saison / Épreuve | Général | Général | Distance | Distance | Sprint | Sprint |
| ---------------- | ------- | ------- | -------- | -------- | ------ | ------ |
| Saison / Épreuve | Place   | Points  | Place    | Points   | Place  | Points |
| 2012             | 104e    | 4       | -        | -        | 74e    | 4      |
| 2013             | 71e     | 43      | 73e      | 11       | 47e    | 32     |
| 2014             | 48e     | 123     | 80e      | 5        | 20e    | 108    |
| 2015             | 59e     | 78      | 85e      | 1        | 27e    | 77     |
| 2016             | 17e     | 587     | 22e      | 221      | 10e    | 248    |
| 2017             | 23e     | 326     | 31e      | 113      | 13e    | 173    |
| 2018             | 23e     | 292     | 35e      | 77       | 10e    | 207    |
| 2019             | 20e     | 376     | 34e      | 86       | 11e    | 244    |

### Championnats du monde des moins de 23 ans
- Liberec 2013 :
  -  médaille d'argent en sprint.

### Coupe OPA
- 2e du classement général en 2013, 3e en 2012.
- 17 podiums, dont 7 victoires.

### Championnats d'Allemagne
- Championne du dix kilomètres classique en 2011.
- Championne du cinq kilomètres classique et du trente kilomètres classique en 2016.